# Chilocyrtus carinatus
Chilocyrtus carinatus là một loài tò vò trong họ Ichneumonidae.